# Dutch Open 1998
Die Dutch Open 1998 im Badminton fanden vom 6. bis 10. Oktober 1998 im Sportcentrum de Maaspoort in Den Bosch statt. Das Preisgeld betrug 50.000 US-Dollar. Das Turnier hatte damit einen Zwei-Sterne-Status im World Badminton Grand Prix.

## Sieger und Platzierte
| Disziplin    | Gold                                | Silber                            | Bronze                                  |
| ------------ | ----------------------------------- | --------------------------------- | --------------------------------------- |
| Herreneinzel | Roslin Hashim                       | Thomas Johansson                  | Ji Xinpeng                              |
| Herreneinzel | Roslin Hashim                       | Thomas Johansson                  | Rikard Magnusson                        |
| Dameneinzel  | Zhou Mi                             | Yao Jie                           | Han Jingna                              |
| Dameneinzel  | Zhou Mi                             | Yao Jie                           | Yasuko Mizui                            |
| Herrendoppel | Cheah Soon Kit Choong Tan Fook      | Peter Axelsson Pär-Gunnar Jönsson | Jonas Rasmussen Janek Roos              |
| Herrendoppel | Cheah Soon Kit Choong Tan Fook      | Peter Axelsson Pär-Gunnar Jönsson | Jesper Mikla Lars Paaske                |
| Damendoppel  | Huang Nanyan Yang Wei               | Naomi Murakami Hiromi Yamada      | Ann-Lou Jørgensen Tine Rasmussen        |
| Damendoppel  | Huang Nanyan Yang Wei               | Naomi Murakami Hiromi Yamada      | Lotte Jonathans Nicole van Hooren       |
| Mixed        | Jon Holst-Christensen Ann Jørgensen | Chen Qiqiu Yang Wei               | Michael Keck Nicol Pitro                |
| Mixed        | Jon Holst-Christensen Ann Jørgensen | Chen Qiqiu Yang Wei               | Martin Lundgaard Hansen Pernille Harder |

## Finalresultate
| Disziplin    | Sieger                              | Finalist                          | Ergebnis           |
| ------------ | ----------------------------------- | --------------------------------- | ------------------ |
| Herreneinzel | Roslin Hashim                       | Tomas Johansson                   | 15-12, 15-6        |
| Dameneinzel  | Zhou Mi                             | Yao Jie                           | 10-13, 13-11, 11-4 |
| Herrendoppel | Cheah Soon Kit Choong Tan Fook      | Peter Axelsson Pär-Gunnar Jönsson | 15-11, 15-9        |
| Damendoppel  | Huang Nanyan Yang Wei               | Hiromi Yamada Naomi Murakami      | 15-7, 15-4         |
| Mixed        | Jon Holst-Christensen Ann Jørgensen | Chen Qiqiu Yang Wei               | 15–7, 15–6         |